# Ceroplesis hottentotta
Ceroplesis hottentotta es una especie de escarabajo longicornio del género Ceroplesis, subfamilia Lamiinae. Fue descrita científicamente por Fabricius en 1775.
Se distribuye por Sudáfrica. Mide 20-27 milímetros de longitud. El período de vuelo de esta especie ocurre únicamente en el mes de noviembre.